# Dytryk von Bernheim
Dytryk von Bernheim, także Theodericus de Bernheim, Bernsheim (urodz. ?, zm. 1243 lub 1244) – marszałek prowincji pruskiej w latach 1230–1240. 

## Życiorys
Dytryk wywodził się z rodziny rycerskiej, której członkowie byli wasalami biskupów Würzburga. Jego rodzinne miasto to, najprawdopodobniej obecne Mainbernheim lub Burgbernheim w środkowej Frankoni.
Dytryk von Bernheim przybył do Prus w roku 1230 wraz z innymi braćmi zakonnymi prowadzonymi przez Hermana Balka. Dokładnie nie wiadomo kiedy objął urząd marszałka. Według kroniki Piotra z Dusburga był to już rok 1230, choć historycy zakładają, że stało się to najprawdopodobniej w późniejszym okresie. Trzeba podkreślić, że Dytryk von Bernheim był pierwszym marszałkiem prowincji pruskiej i funkcję tę sprawował do roku 1240, kiedy zrzekł się jej na rzecz Berlewina von Freiberga. 
Od początku swojego pobytu w ziemi chełmińskiej zaangażowany był w walkę zbrojną z Prusami oraz w tworzenie militarnej i politycznej potęgi zakonu. Pomimo ustąpienia z funkcji marszałka, Dytryk von Bernheim, kierował siłami krzyżackimi podczas wojny z księciem gdańskim Świętopełkiem, oraz brał czynny udział w działaniach zbrojnych w okresie pierwszego powstania pruskiego. Obok zdolności wojskowych Dytryk von Bernheim przejawiał również zdolności dyplomatyczne, czego przykładem mogą być rozmowy jakie przeprowadzał w marcu 1243 roku w Gnieźnie z książętami wielkopolskimi Przemysłem i Bolesławem Pobożnym. 
Latem 1243 lub zimą 1244, wraz z ówczesnym marszałkiem Berlewinem von Freibergiem oraz blisko 400 rycerzami poległ bitwie nad jeziorem Rządzkim